# 28196 Szeged
A 28196 Szeged kisbolygó, melyet a Szegedi Tudományegyetem csillagászai fedeztek fel. A Szeged a Mars és a Jupiter pályája között kering. A kisbolygó közel kör alakú pályáján 3,6 év alatt kerüli meg Napunkat, átlagos naptávolsága 2,35-szöröse a Nap-Föld távolságnak.
A Nemzetközi Csillagászati Unió által 2002. március 27-én kapta meg hivatalosan is Szeged városának nevét az addig csak 28196-os objektumszámmal ellátott kisbolygó.